# Resolución 36 del Consejo de Seguridad de las Naciones Unidas
La resolución 36 del Consejo de Seguridad de las Naciones Unidas, adoptada el 1 de noviembre de 1947, se tomó tras el informe emitido por la Comisión Consular, de que ninguna de las partes involucradas (los Países Bajos y los Republicanos de Indonesia) no acataron la Resolución 27 del Consejo de Seguridad de las Naciones Unidas. La nueva resolución llamó de nuevo a las partes a que tomasen todas las medidas posibles para que la resolución tuviese efecto.
La resolución fue adoptada por siete votos a favor y uno en contra de Polonia, con las abstenciones de Colombia, Siria y la Unión Soviética.